# Народно-освободительная армия берёт Нанкин
«Народно-освободительная армия берёт Нанкин» (кит. упр. 人民解放军占领南京) — стихотворение (и одноимённая песня), написанное Мао Цзэдуном в апреле 1949 года. Оно посвящено эпизоду финала гражданской войны в Китае, когда Народно-освободительная армия Китая заняла столицу Китайской республики город Нанкин, удерживаемый войсками Чан Кайши.
Впервые опубликовано в книге «Стихи Председателя Мао», изданной Издательством народной литературы в декабре 1963 года.
Песня вошла в революционную оперу—мюзикл «Алеет Восток» 1964 года, где звучит в финале пятого действия, посвящённого победе КПК в гражданской войне.